# گمینا ناشلسک
گمینا ناشلسک (به لهستانی:  Gmina Nasielsk) یک گمینا در لهستان است که در شهرستان نوو دوور مازوویتسکی واقع شده‌است. گمینا ناشلسک ۲۰۲٫۴۷ کیلومتر مربع مساحت و ۱۹٬۲۵۹ نفر جمعیت دارد.